# Сулејман Филиповић
Сулејман Филиповић (Гламоч, 28. фебруар 1896 — Сарајево, 22. децембар 1971) био је официр Југословенске војске, учесник Народноослободилачке борбе и друштвено-политички радник ФНР Југославије и НР Босне и Херцеговине.

## Биографија
Рођен је 28. фебруара 1896. године у Гламочу. Средњу школу завршио је у Сарајеву. Припадао је кругу национално-револуционарне омладине, због чега је од аустријских власти хапшен 1914. године.
Од 1919. до 1941. године био је активни официр Југословенске краљевске војске. Као пуковник Хрватског домобранства, 1943. године, приликом првог ослобођења Тузле, с већом групом домобранских официра и војника прешао је у Народноослободилачку војску Југославије. На Другом заседању АВНОЈ-а, новембра 1943. године, биран је у Национални комитет ослобођења Југославије (НКОЈ), а 1943. и 1944. године у Председништво ЗАВНОБиХ-а.
После ослобођења био је министар за шумарство у привременој влади ДФЈ, потпредседник Владе и Президијума Народне скупштине НР Босне и Херцеговине. Био је члан Савезног и Главног одбора Социјалистичког савеза радног народа Босне и Херцеговине.
Умро је 22. децембра 1971. у Сарајеву.
Носилац је Ордена народног ослобођења и других одликовања.